# Eggendorf im Traunkreis
Eggendorf im Traunkreis osztrák község Felső-Ausztria Linzvidéki járásában. 2020 januárjában 1041 lakosa volt. 

## Elhelyezkedése

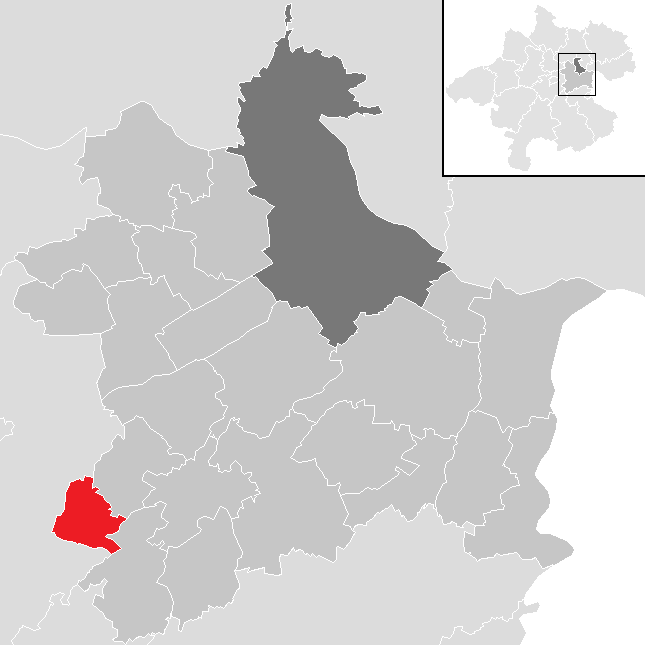
Eggendorf im Traunkreis a Linzvidéki járásban

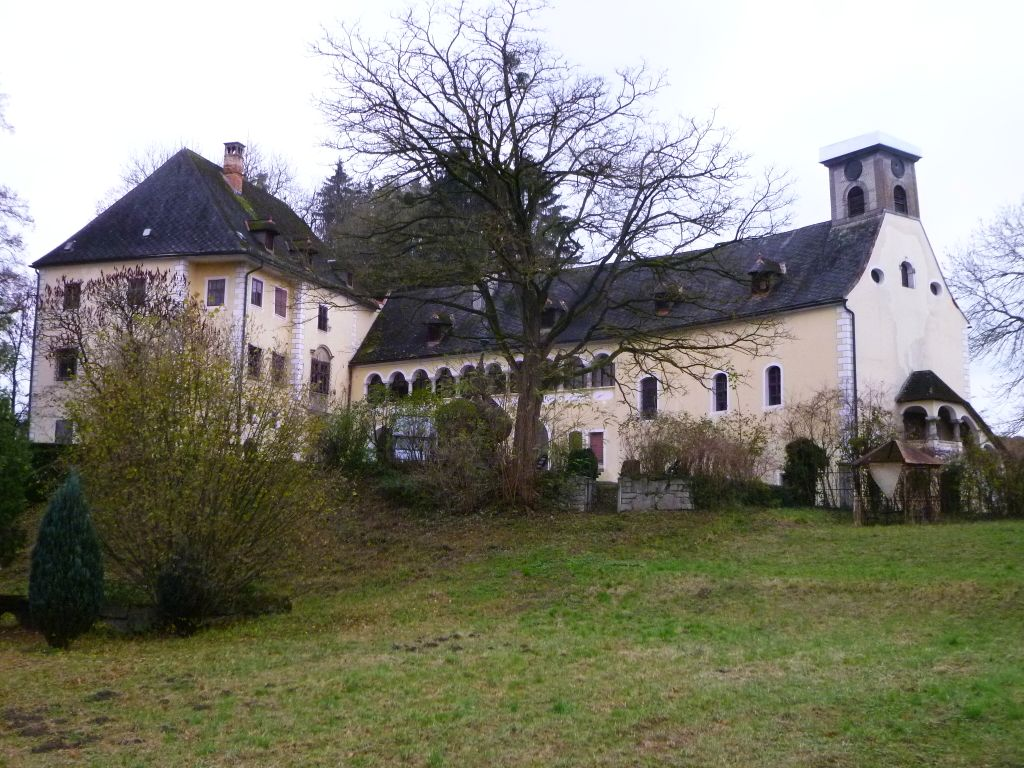
Az eggendorfi kastély

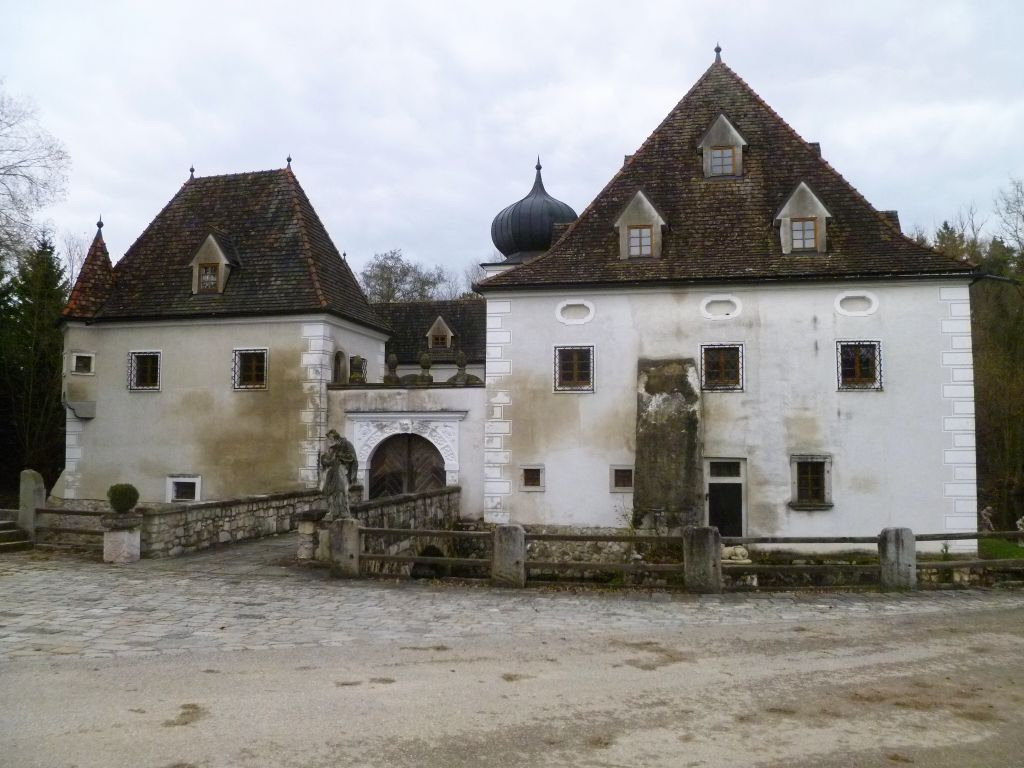
A huebi kastély

Eggendorf im Traunkreis a tartomány Traunviertel régiójában fekszik az Enns és Traun folyók közötti hátságon, a Sipbach patak mentén. Területének 19,6%-a erdő, 70,7% áll mezőgazdasági művelés alatt. Az önkormányzat 5 településrészt, illetve falut egyesít: Brunnern (67 lakos 2020-ban), Eggendorf im Traunkreis (650), Grassing (8), Hueb (203) és Kroisbach (113).  
A környező önkormányzatok: északkeletre Allhaming, délkeletre Kematen an der Krems, délnyugatra Sipbachzell, északnyugatra Weißkirchen an der Traun.  

## Története
Eggendorf területe feltehetően lakott volt a római korban is; erre enged következtetni Titus császár aranypénze, amelyet 1791-ben találtak a plébánia kertjében. Térsége eredetileg a Bajor Hercegség keleti határvidékéhez tartozott, a 12. században került át az Osztrák Hercegséghez. Első említése 1224-ből származik Ortolf és Heinrich von Egendorf nevében, akik a kremsmünsteri apátság szolgálatában álltak. A család 1361-ben halt ki.
A napóleoni háborúk során a települést több alkalommal megszállták. 
A köztársaság 1918-as megalakulása után Eggendorf Felső-Ausztria tartomány része lett. Miután a Német Birodalom 1938-ban annektálta Ausztriát, az Oberdonaui gauba sorolták be. A második világháború után az ország függetlenné válásával ismét Felső-Ausztriához került.

## Lakosság
Az Eggendorf im Traunkreis-i önkormányzat területén 2020 januárjában 1041 fő élt. A lakosságszám 1971 óta gyarapodó tendenciát mutat, azóta a kétszeresére duzzadt. 2018-ban az ittlakók 95%-a volt osztrák állampolgár; a külföldiek közül 2,2% a régi (2004 előtti), 1,9% az új EU-tagállamokból érkezett. 2001-ben a lakosok 87%-a római katolikusnak, 3,6% evangélikusnak, 7,6% pedig felekezeten kívülinek vallotta magát. Ugyanekkor egy magyar élt a községben. 
A népesség változása:

| 2016 | 899 |
| 2018 | 944 |

## Látnivalók
- az eggendorfi kastély
- a huebi kastély
- a Mária mennybevétele-plébániatemplom
- az 1785-ben épült katolikus plébánia

## Fordítás
- Ez a szócikk részben vagy egészben  az   Eggendorf im Traunkreis című német Wikipédia-szócikk ezen változatának fordításán alapul.  Az eredeti cikk szerkesztőit annak laptörténete sorolja fel. Ez a jelzés csupán a megfogalmazás eredetét és a szerzői jogokat jelzi, nem szolgál a cikkben szereplő információk forrásmegjelöléseként.